# Jurij Kidjajev
Jurij Konstantinovitj Kidjajev (ryska: Юрий Константинович Кидяев), född 28 februari 1955 i Moskva, är en rysk tidigare handbollsspelare, tävlande för Sovjetunionen.
Han var med och tog OS-guld 1976 i Montréal och OS-silver 1980 i Moskva.